# Cappella della Madonna di Loreto (Monte Argentario)
La cappella della Madonna di Loreto è un edificio religioso situato nel comune di Monte Argentario. La sua ubicazione è nella parte settentrionale del promontorio dell'Argentario, presso la torre della Peschiera di Nassa.
La cappella fu costruita all'inizio dell'Ottocento, più precisamente nel 1802, per dotare la torre di una cappella gentilizia di cui fino ad allora era priva.
Il luogo di culto è situato all'interno di un piccolo fabbricato ubicato poco a valle rispetto alla torre costiera. L'edificio religioso si presenta a pianta rettangolare e ad aula unica, con facciata a capanna al centro della quale si apre il portale d'ingresso rettangolare architravato. Nella parte sommitale della facciata anteriore, sul punto più alto del tetto di copertura a due spioventi, trova appoggio il piccolo campanile a vela che permette di riconoscere la piccola chiesa dall'esterno. Le strutture murarie si presentano rivestite in intonaco sia all'esterno che all'interno.